# 열대야
열대야(熱帶夜)는 밤에도 무더위가 지속되는 현상을 말한다. 지역에 따라 그 기준은 서로 다른데, 각 지역의 기후 특성과 생활 환경에 따라 기준을 설정하고 있다.
"열대야"라는 말은 일본의 기상 캐스터이자 수필가인 구라시마 아쓰시가 만든 신조어이다. 구라시마는 일 최저 기온이 25도이면 싱가포르나 마닐라의 밤처럼 더워서 잠을 자기 어렵다는 뜻으로 썼다.
일본 기상청 용어로 열대야는 야간의 최저 기온이 25°C 이상인 밤을 뜻한다. 일본 기상청은 열대야에 대한 통계는 따로 발표하지 않고, "하루 최저 기온이 25°C 이상인 날"에 대한 통계는 발표하고 있어, 신문이나 방송사 등에서는 편의상 이를 보도의 근거로 활용하고 있다. 일본 기상청에서 "하루 최저 기온이 25°C 이상인 날"을 가리키는 별도의 명칭은 없다.
대한민국에서도 1975년 무렵부터 일본의 용어를 들여와 쓰기 시작했다. 1980년대 들어서는 기상청 예보에도 사용되는 등 본격적으로 대중적으로 사용되었다. 기상청은 2009년 7월 24일부터 하루 최저 기온이 아닌 밤 최저 기온(오후 6시1분부터 다음 날 오전 9시)으로 기준을 변경했다.
유럽에서는 야간에 기온이 20°C 이하로 떨어지지 않는 날을 열대야라고 부른다. 독일어권에서는 UTC 기준 저녁 6시에서 다음 날 6시 사이의 최저 기온이 20°C를 넘을 경우를 열대야라고 한다. 스웨덴이나 노르웨이, 덴마크에서는 밤 시간(여름 시간 기준으로 저녁 8시에서 아침 8시 사이) 최저 기온이 20°C를 넘을 경우 열대야라고 하며,  하루 종일(저녁 8시에서 다음 날 저녁 8시까지) 최저 기온이 20°C를 넘을 경우 열대일이라고 한다.

## 초열대야
최저 기온이 30°C 이상인 밤을 "초열대야"라고 한다. 일본 기상청의 공식적인 용어는 아니지만, 일본기상학회에서 2022년 8월 2일부터 사용하기 시작했다. 일본 기상학회 소속의 기상 예보관 130명의 설문지를 통해 정한 용어이다. 대한민국에서도 국립국어원 신어 자료집 2004년도 판에서 초열대야란 신어에 대해 "방 밖의 온도가 섭씨 25도보다 훨씬 더 높은, 아주 무더운 밤"이라고 풀이하고 있다. 
대한민국에서는 2013년 8월 8일 강릉에서 일 최저기온 30.9°C를 기록해 처음으로 초열대야 현상이 발생했다. 이후 2018년 8월 2일과 8월 3일 서울에서 일 최저기온 30.3°C, 30.0°C를 기록해 처음으로 서울에서 초열대야 현상이 발생했다. 이후 2022년~2024년에 3년 연속으로 강릉에서 초열대야 현상이 발생했다. 그 외에도 2022년에는 제주에서(아침 최저기온 한정), 2024년에는 속초에서도 초열대야 현상이 발생했다.

## 사례
대한민국에서는 보통 7월 중순부터 8월 중순까지 발생한다. 제주도는 6월 하순부터 9월 상순까지 발생한다. 연 평균 열대야 일수는 제주도가 가장 많으며(약 30일), 그 다음으로 부산, 여수 등 남해안이 많다(약 20일). 그 다음으로 많은 곳은 서울인데(약 15일), 이는 서울의 열섬 현상이 가장 심하기 때문이다. 그 외 해안가나 광역시 지역은 약 10~15일, 내륙과 시골 지역은 약 5~7일 정도 발생한다. 
최근에는 도시 열섬(UHI)의 영향으로 특히 대도시에서 열대야 현상을 보이는 날이 크게 증가하고, 나타나는 기간 또한 늘어나고 있다. 예를 들어, 서울에서 하루 최저 기온이 25°C 이상인 날수는 1940년대 이전에는 거의 없었으나, 1990년대 이후에는 연간 10일가량 나타나고 2020년대 들어서는 연간 20일 이상인 경우가 생기고 있다.
도쿄에서는 그 현상이 더욱 두드러져서, 하루 최저 기온이 25°C 이상인 날수는 1930년대부터 1940년대에 걸쳐 대부분이 연간 10일 이하인 반면, 1990년대 이후는 연간 30~40일에 이르는 것이 드물지 않게 되었다. 2010년에는 열대야가 56일, 2023년에는 열대야가 57일이나 발생했다.
또한 일본 혼슈 지역에서는, 이전에는 7월 중순부터 8월 중순 정도까지 열대야가 발생했지만, 최근에는 6월 하순부터 9월 하순까지 발생하고 있어 그 경향이 장기화 되고 있다.
한국에서는 2024년 7월부터 9월 사이 기록적인 열대야 현상이 발생하였다. 특히 2024년 8월은 거의 모든 날이 열대야였고, 9월 상순을 넘어 중순까지 열대야가 지속되었다. 2024년에는 열대야가 서울은 48일, 제주시는 75일이나 발생했다. 또한 강릉은 2024년 8월 2일 아침 최저기온이 31.4°C였으며, 서귀포는 2024년 9월 15일 일 최저기온이 29.3°C였다.  

## 같이 보기
- 폭염
- 지구 온난화